# گمینا میخاووو
گمینا میخاووو (به لهستانی:  Gmina Michałów) یک گمینا در لهستان است که در شهرستان پینگچوف واقع شده‌است. گمینا میخاووو ۱۱۲٫۲۱ کیلومتر مربع مساحت و ۴٬۸۳۹ نفر جمعیت دارد.